# Marchésieux
Marchésieux település Franciaországban, Manche megyében. Lakosainak száma 684 fő (2022. január 1.). Marchésieux Auxais, Feugères, Raids, Saint-André-de-Bohon, Saint-Martin-d’Aubigny, Saint-Sébastien-de-Raids, Tribehou és Remilly Les Marais községekkel határos.

## Népesség
A település népességének változása:
| Lakosok száma | 708  | 643  | 653  | 701  | 728  | 724  | 716  | 720  | 723  | 684  |
|               | 1968 | 1982 | 1990 | 2006 | 2013 | 2015 | 2017 | 2019 | 2020 | 2022 |